# Svetlana Yevgenyevna Savitskaya
Svetlana Yevgenyevna Savitskaya (tiếng Nga: Светла́на Евге́ньевна Сави́цкая sinh ngày 8 tháng 8 năm 1948), là một cựu nữ phi công và nhà du hành vũ trụ nữ của Liên Xô, đã bay trên chuyến tàu vũ trụ Soyuz T-7 lên trạm không gian Salyut 7 năm 1982, và trở thành người phụ nữ thứ hai bay vào không gian, 19 năm sau Valentina Tereshkova. Bà bắt đầu được huấn luyện làm nhà du hành vũ trụ năm 1980.
Khi ở trên trạm không gian Salyut 7, Savitskaya là người phụ nữ đầu tiên thực hiện cuộc đi bộ trong không gian (ngày 25.7.1984). Bà đã đi ra ngoài trạm không gian Salyut 7 trong 3 giờ 35 phút.
Khi trở về Trái Đất, Savitskaya được chỉ định làm người chỉ huy một phi hành đoàn gồm toàn nữ phi hành gia sẽ bay trên tàu vũ trụ Soyuz tới trạm không gian Salyut 7 để kỷ niệm Ngày Quốc tế Phụ nữ, nhưng chuyến bay sau đó đã bị hủy bỏ.
Bà cũng là phi công bay thử và phi công lái máy bay thể thao - bắt đầu từ năm 1974. Bà đã lập 18 kỷ lục quốc tế khi lái máy bay MiG và 3 kỷ lục trong nhảy dù toàn đội.
Bà đã đoạt hạng nhất trong giải vô địch nhào lộn máy bay thế giới lần thứ 6 (6th World Aerobatic Championship) của Liên đoàn hàng không quốc tế (Fédération Aéronautique Internationale) năm 1970, hạng 3 năm 1972 và hạng 5 năm 1976.
Savitskaya nghỉ hưu năm 1993 với cấp bậc Đại tá Không quân.
Hiện nay bà là nghị sĩ trong Đuma Quốc gia Nga, đại diện đảng Cộng sản Liên bang Nga.

## Gia đình
Bà là con vị tướng chỉ huy của Không quân Liên Xô Yevgeny Savitsky. Bà đã kết hôn và có một người con.

## Vinh dự
Bà đã 2 lần được thưởng danh hiệu Anh hùng Liên bang Xô viết. 
Tiểu hành tinh 4118 Sveta được đặt theo tên bà. 